# Len Lesser
Pour les articles homonymes, voir Lesser.
Len Lesser (né Leonard King Lesser le 3 décembre 1922 à New York, État de New York, États-Unis, mort à Burbank, Californie, le 16 février 2011) est un acteur américain.

## Biographie
Len Lesser naquit dans le Bronx le 3 décembre 1922. Il obtint son diplôme au City College of New York en 1942 à l'âge de 19 ans.
Il s'engagea dans l'US Army le jour suivant l'attaque de Pearl Harbor.
Il meurt le 16 février 2011 à 88 ans.

## Filmographie
- 1955 : Shack Out on 101 (it) : Perch
- 1956 : Marqué par la haine (Somebody Up There Likes Me) : Reporter
- 1957 : Cette nuit ou jamais (This Could Be the Night) : Piano Tuner
- 1957 : Meurtres sur la dixième avenue (Slaughter on Tenth Avenue) : Sam
- 1958 : Les Frères Karamazov (The Brothers Karamazov) : Jailer
- 1958 : Je veux vivre ! (I Want to Live!) : Charlie, Newspaperman
- 1958 : Comme un torrent (Some Came Running) : Indianapolis poker player
- 1959 : Crime & Punishment, USA (en) : Desk Officer
- 1960 : Please Don't Eat the Daisies : Waiter at Sardi's
- 1960 : Un numéro du tonnerre (Bells Are Ringing) : Charlie Bessemer
- 1962 : Le Prisonnier d'Alcatraz (Birdman of Alcatraz) : Burns
- 1962 : Smog de Franco Rossi
- 1965 : McHale's Navy Joins the Air Force : NKVD commissar
- 1965 : How to Stuff a Wild Bikini : North Dakota Pete
- 1966 : Fireball 500 (en) : Man in Garage
- 1967 : How I Spent My Summer Vacation (TV) : The Greek
- 1967 : Le Pistolero de la rivière rouge (The Last Challenge) : Ed the Bartender
- 1970 : De l'or pour les braves (Kelly's Heroes) : Platoon Sgt. Bellamy (42nd Engineers)
- 1971 : Blood and Lace : Tom Bridge
- 1972 : Billy le cave (Dirty Little Billy) : Slits
- 1973 : La Chasse aux dollars (Slither) : Jogger
- 1973 : Papillon : Garde
- 1974 : It's Good to Be Alive (TV) : Man at accident
- 1975 : The Big Rip-Off (TV) : Phil
- 1976 : Josey Wales hors-la-loi (The Outlaw Josey Wales) : Abe
- 1977 : Joyride to Nowhere : Charlie
- 1977 : Supervan : Banks
- 1977 : Moonshine County Express (en) : Scoggins
- 1977 : Ruby de Curtis Harrington : Barney
- 1977 : L'homme araignée (The Amazing Spider-Man) (TV)
- 1978 : Appelez-moi docteur (House Calls) de Howard Zieff : Serveur
- 1978 : Meurtre au 43e étage (Someone's Watching Me!) (TV) : Burly Man
- 1979 : Tendre Combat : Trainer at Kid's camp
- 1981 : Take This Job and Shove It (en) : Roach
- 1981 : Chasse à mort (Death Hunt) : Lewis
- 1981 : Through the Magic Pyramid (TV) : Naktah
- 1984 : Du-beat-e-o : Hendricks
- 1989 : Grandmother's House : Grandfather
- 1989 : Spy (TV) : Dr. Obediah Stern
- 1990 : Sorority Girls and the Creature from Hell : Tex
- 1990 : Ain't No Way Back : Papa Campbell
- 1990 : Faith : Sal
- 1990 : Mob Boss (vidéo) : Don Caglianoti
- 1991 - 1998 : Seinfeld : Oncle Léo (14 des 178 épisodes)
  - The Pony Remark (2e saison, no 2) : La Gaffe
  - The Pen (3e saison, no 5) : Le Stylo
  - The Pitch (4e saison, no 3) : Le Show (1 de 2)
  - The Ticket (4e saison, no 4) : Le Show (2 de 2)
  - The Watch (4e saison, no 6) : La Montre
  - The Glasses (5e saison, no 3) : Les lunettes
  - The Wife (5e saison, no 17) : Un mariage à l'essai
  - The Pledge Drive (6e saison, no 3) : La Collecte de dons
  - The Kiss Hello (6e saison, no 15) : La Bise
  - The Doodle (6e saison, no 18) : Le Gribouillage
  - The Shower Head (7e saison, no 16) : La Pomme de douche
  - The Package (8e saison, no 5) : Le Paquet
  - The Bookstore (9e saison, no 17) : La Librairie
  - The Finale: Part 2 (9e saison, no 23) : Grandeur et décadence
- 1995 : Rave Review : Al
- 1998 : The Werewolf Reborn!
- 1998 : The List : Thomas
- 1998 : True Friends : Mr. Slotnick
- 2002 : Today You Are a Fountain Pen : Grandpa Sam
- 2003 : Baadasssss! de Mario Van Peebles : les jumeaux Manny et Mort Goldberg
- 2005 : Raw Footage : Grampa Joey